# 2024-es TCR World Tour szezon
A 2024-es TCR World Tour szezon volt a második TCR World Tour, és az első FIA irányítása alatt futó szezon. A szezon április 19-én kezdődött, a Róma közelében található Vallelunga Circuit-en és november 17-én ért véget Makaóban. 7 fordulót rendeztek és 5 különböző TCR sorozat versenyzőivel versenyeztek. A versenyzők közül a címvédő, a magyar Michelisz Norbert, míg a csapatoknál, a svéd, Lynk & Co Cyan Racing.
A szezont a magyar versenyző, Michelisz Norbert, a csapatbajnokságot a svéd Lynk & Co Cyan Racing nyerte.

## Versenynaptár
Az eredeti versenynaptárban két ausztráliai verseny is szerepelt, de végül törölték őket logisztikai problémák miatt, már jóval a fordulók megrendezése előtt. Az eredeti versenynaptárhoz képest a kínai forduló időpontja is változott.
| Forduló           | Verseny | Pálya                                             | Dátum          | Csatlakozó TCR sorozat                                                         |
| ----------------- | ------- | ------------------------------------------------- | -------------- | ------------------------------------------------------------------------------ |
| 1                 | 1       | Vallelunga Circuit                                | április 19-21  | Coppa Italiana Cup                                                             |
| 1                 | 2       | Vallelunga Circuit                                | április 19-21  | Coppa Italiana Cup                                                             |
| 2                 | 3       | Circuit International Automobile Moulay El Hassan | május 3-4      | ―                                                                              |
| 2                 | 4       | Circuit International Automobile Moulay El Hassan | május 3-4      | ―                                                                              |
| 3                 | 5       | Mid-Ohio Sport Car Course                         | június 7-8     | ―                                                                              |
| 3                 | 6       | Mid-Ohio Sport Car Course                         | június 7-8     | ―                                                                              |
| 4                 | 7       | Autódromo José Carlos Pace                        | július 19-21   | TCR South America Touring Car Championship TCR Brazil Touring Car Championship |
| 4                 | 8       | Autódromo José Carlos Pace                        | július 19-21   | TCR South America Touring Car Championship TCR Brazil Touring Car Championship |
| 5                 | 9       | Autodromo Víctor Borrat Fabini                    | augusztus 2-4  | TCR South America Touring Car Championship                                     |
| 5                 | 10      | Autodromo Víctor Borrat Fabini                    | augusztus 2-4  | TCR South America Touring Car Championship                                     |
| 6                 | 11      | Zhuzhou International Circuit                     | október 18-20  | TCR China Touring Car Championship                                             |
| 6                 | 12      | Zhuzhou International Circuit                     | október 18-20  | TCR China Touring Car Championship                                             |
| 7                 | 13      | Guia Circuit                                      | november 14-17 | Macau Guia Race                                                                |
| 7                 | 14      | Guia Circuit                                      | november 14-17 | Macau Guia Race                                                                |
| Törölt versenyek: |         |                                                   |                |                                                                                |
| ―                 | ―       | Sydney Motorsport Park                            | november 1-2   | TCR Australia Touring Car Series                                               |
| ―                 | ―       | Sydney Motorsport Park                            | november 1-2   | TCR Australia Touring Car Series                                               |
| ―                 | ―       | Mount Panorama Circuit                            | november 7-9   | TCR Australia Touring Car Series                                               |
| ―                 | ―       | Mount Panorama Circuit                            | november 7-9   | TCR Australia Touring Car Series                                               |
| Forrás:           |         |                                                   |                |                                                                                |

## Csapatok és versenyzőik
A táblázatban csak a TCR World Tour mezőnyét tartalmazza, a csatlakozó, más TCR sorozatos versenyzőket és az őket indító csapatokat nem.
| Csapat                                       | Autó                   | Rajtszám | Versenyző         | Fordulók |
| -------------------------------------------- | ---------------------- | -------- | ----------------- | -------- |
| BRC Hyundai N Squadra Corse                  | Hyundai Elantra N TCR  | 105      | Michelisz Norbert | Összes   |
| BRC Hyundai N Squadra Corse                  | Hyundai Elantra N TCR  | 129      | Néstor Girolami   | Összes   |
| BRC Hyundai N Squadra Corse                  | Hyundai Elantra N TCR  | 196      | Mikel Azcona      | Összes   |
| GOAT Racing                                  | Honda Civic Type R TCR | 186      | Esteban Guerrieri | Összes   |
| GOAT Racing                                  | Honda Civic Type R TCR | 199      | Marco Butti       | Összes   |
| Lynk & Co Cyan Racing                        | Lynk & Co 03 TCR       | 111      | Thed Björk        | Összes   |
| Lynk & Co Cyan Racing                        | Lynk & Co 03 TCR       | 112      | Santiago Urrutia  | Összes   |
| Lynk & Co Cyan Racing                        | Lynk & Co 03 TCR       | 155      | Ma Csing-hua      | Összes   |
| Lynk & Co Cyan Racing                        | Lynk & Co 03 TCR       | 168      | Yann Ehrlacher    | Összes   |
| Volcano Motorsport                           | Audi RS 3 LMS TCR      | 127      | John Filippi      | Összes   |
| Nem teljes szezonos versenyzők és csapataik: |                        |          |                   |          |
| Volcano Motorsport                           | Audi RS 3 LMS TCR      | 212      | Sami Taoufik      | 1-2      |
| Volcano Motorsport                           | Audi RS 3 LMS TCR      | 179      | Robert Huff       | 6-7      |
| Team Clairet Sport                           | Cupra León VZ TCR      | 125      | Mehdi Bennani     | 2        |
| GOAT Racing                                  | Honda Civic Type R TCR | 62       | Dušan Borković    | 2-7      |
| Forrás:                                      |                        |          |                   |          |

## Eredmények

### Összefoglaló
| # | #  | Helyszín                                          | Pole pozíció      | Leggyorsabb kör   | Győztes versenyző | Győztes csapat              |
| - | -- | ------------------------------------------------- | ----------------- | ----------------- | ----------------- | --------------------------- |
| 1 | 1  | Vallelunga Circuit                                | Michelisz Norbert | Esteban Guerrieri | Michelisz Norbert | BRC Hyundai N Squadra Corse |
| 1 | 2  | Vallelunga Circuit                                |                   | Néstor Girolami   | Néstor Girolami   | BRC Hyundai N Squadra Corse |
| 2 | 3  | Circuit International Automobile Moulay El Hassan | Yann Ehrlacher    | Marco Butti       | Yann Ehrlacher    | Lynk & Co Cyan Racing       |
| 2 | 4  | Circuit International Automobile Moulay El Hassan |                   | Ma Csing-hua      | Ma Csing-hua      | Lynk & Co Cyan Racing       |
| 3 | 5  | Mid-Ohio Sports Car Course                        | Mikel Azcona      | Mikel Azcona      | Thed Björk        | Lynk & Co Cyan Racing       |
| 3 | 6  | Mid-Ohio Sports Car Course                        |                   | Michelisz Norbert | Yann Ehrlacher    | Lynk & Co Cyan Racing       |
| 4 | 7  | Autódromo José Carlos Pace                        | Santiago Urrutia  | Esteban Guerrieri | Esteban Guerrieri | GOAT Racing                 |
| 4 | 8  | Autódromo José Carlos Pace                        |                   | Yann Ehrlacher    | Michelisz Norbert | BRC Hyundai N Squadra Corse |
| 5 | 9  | Autódromo Víctor Borrat Fabini                    | Yann Ehrlacher    | Yann Ehrlacher    | Yann Ehrlacher    | Lynk & Co Cyan Racing       |
| 5 | 10 | Autódromo Víctor Borrat Fabini                    |                   | Yann Ehrlacher    | Thed Björk        | Lynk & Co Cyan Racing       |
| 6 | 11 | Zhuzhou International Circuit                     | Santiago Urrutia  | Thed Björk        | Mikel Azcona      | BRC Hyundai N Squadra Corse |
| 6 | 12 | Zhuzhou International Circuit                     |                   | Ma Csing-hua      | Ma Csing-hua      | Lynk & Co Cyan Racing       |
| 7 | 13 | Guia Circuit                                      | Thed Björk        | Mikel Azcona      | Thed Björk        | Lynk & Co Cyan Racing       |
| 7 | 14 | Guia Circuit                                      |                   | Dušan Borković    | Dušan Borković    | GOAT Racing                 |

### Pontrendszer
| Pozíció | 1. helyezett, aranyérmes | 2. helyezett, ezüstérmes | 3. helyezett, bronzérmes | 4. | 5. | 6. | 7. | 8. | 9. | 10. | 11. | 12. | 13. | 14. | 15. |
| Időmérő | 15                       | 10                       | 8                        | 6  | 4  | 2  | ―  | ―  | ―  | ―   | ―   | ―   | ―   | ―   | ―   |
| Verseny | 30                       | 25                       | 22                       | 20 | 18 | 16 | 14 | 12 | 10 | 8   | 6   | 4   | 3   | 2   | 1   |

### Versenyzők
A táblázatban csak a TCR World Tour mezőnye szerepel, a csatlakozó TCR sorozatok versenyzői nem, így lehet, hogy a hivatalos értékeléstől eltérő adatot tartalmaz.
| Helyezés                 | #   | Versenyző         | ITA | ITA | MAR | MAR | USA | USA | BRA | BRA | URU | URU | CHN | CHN | MAC | MAC | Pont |
| ------------------------ | --- | ----------------- | --- | --- | --- | --- | --- | --- | --- | --- | --- | --- | --- | --- | --- | --- | ---- |
| 1. helyezett, aranyérmes | 105 | Michelisz Norbert | 1   | 6   | 3   | 11  | 2   | 5   | 6   | 1   | 43  | 4   | 75  | 8   | 24  | 5   | 323  |
| 2. helyezett, ezüstérmes | 111 | Thed Björk        | 65  | 5   | 8   | 9   | 13  | 6   | 56  | 2   | 35  | 1   | 32  | 10  | 1   | 8   | 312  |
| 3. helyezett, bronzérmes | 196 | Mikel Azcona      | 4   | 4   | 56  | 13  | 31  | 4   | 8   | 9   | 2   | 5   | 14  | 9   | 32  | 6   | 295  |
| 4                        | 186 | Esteban Guerrieri | 3   | 8   | 9   | 2   | 5   | 3   | 12  | 4   | 6   | 3   | 26  | 5   | Ki6 | 2   | 291  |
| 5                        | 168 | Yann Ehrlacher    | 2   | 14  | 1   | Ki  | 6   | 1   | 43  | 20  | 1   | 21  | 43  | 3   | 43  | 10  | 287  |
| 6                        | 129 | Néstor Girolami   | 10  | 1   | 4   | 5   | 46  | 8   | 135 | 11  | 54  | 8   | 8   | 2   | 5   | 7   | 238  |
| 7                        | 112 | Santiago Urrutia  | 7   | 2   | 2   | 8   | Kiz | Kiz | 21  | 5   | 76  | Kiz | 51  | 4   | 13  | 12  | 220  |
| 8                        | 155 | Ma Csing-hua      | 8   | 9   | 7   | 1   | 74  | 2   | 7   | 3   | 16  | 7   | 13  | 1   | Ki  | 4   | 214  |
| 9                        | 199 | Marco Butti       | 56  | 3   | Ki  | 7   | 12  | 10  | 35  | 6   | Ki  | 10  | 6   | 6   | Ki  | 3   | 174  |
| 10                       | 62  | Dušan Borković    |     |     | Ki  | 3   | 9   | 7   | 9   | Ki  | 11  | 6   | 11  | 11  | 7   | 1   | 134  |
| 11                       | 127 | John Filippi      | 9   | 7   | 65  | 4   | 8   | 9   | Ki  | 7   | Ni  | 9   | 24  | Ki  | Ki  | 13  | 113  |
| 12                       | 179 | Robert Huff       |     |     |     |     |     |     |     |     |     |     | 9   | 7   | 6   | Ki  | 40   |
| 13                       | 212 | Sami Taoufik      | Ki  | Ki  | 10  | 6   |     |     |     |     |     |     |     |     |     |     | 24   |
| 14                       | 125 | Mehdi Bennani     |     |     | 11  | 10  |     |     |     |     |     |     |     |     |     |     | 14   |
| Helyezés                 | #   | Versenyző         | ITA | ITA | MAR | MAR | USA | USA | BRA | BRA | URU | URU | CHN | CHN | MAC | MAC | Pont |

| Szín       | Eredmény                                          |
| ---------- | ------------------------------------------------- |
| Arany      | Győztes                                           |
| Ezüst      | 2. helyezett                                      |
| Bronz      | 3. helyezett                                      |
| Zöld       | Pontot szerzett                                   |
| Kék        | Pont nélkül vagy helyezetlenül ért célba (nc, hn) |
| Lila       | Nem ért célba (ret, ki)                           |
| Piros      | Nem kvalifikálta magát (dnq, nk)                  |
| Piros      | Nem előkvalifikálta magát (dnpq, nek)             |
| Fekete     | Diszkvalifikálták (dsq, kiz)                      |
| Szürke     | Eltiltott, más pilóta versenyzett helyette (et)   |
| Fehér      | Nem indult (dns, ni)                              |
| Világoskék | Pénteki tesztpilóta (td, tp)                      |
| Üres       | Visszalépett (vi)                                 |
| Üres       | Nem gyakorolt (dnp, ne)                           |
| Üres       | Beteg vagy sérült volt (inj, bet, sér, EÜ)        |
| Üres       | Kizárt (ex, kiz)                                  |
| Üres       | Nem érkezett meg (dna, nj)                        |
| Üres       | Törölt futam (T)                                  |

### Csapatok
| Helyezés                 | Csapat                      | Pont |
| ------------------------ | --------------------------- | ---- |
| 1. helyezett, aranyérmes | Lynk & Co Cyan Racing       | 735  |
| 2. helyezett, ezüstérmes | BRC Hyundai N Squadra Corse | 672  |
| 3. helyezett, bronzérmes | GOAT Racing                 | 521  |
| 4                        | Volcano Motorsport          | 184  |
| Helyezés                 | Csapat                      | Pont |